# エリザベス・キリグリュー (シャノン子爵夫人)
シャノン子爵夫人エリザベス・キリグリュー（Elizabeth Killigrew, Viscountess Shannon、1622年5月16日 - 1680年12月）は、イングランドの廷臣（Courtier）(英語版)。イングランド庶民院議員であったロバート・キリグリュー（Robert Killigrew、1580年 - 1633年）とメアリー・ウッドハウス（Mary Woodhouse、1584年 - 1656年）の第8子として、イギリス・ロンドンのセント・マーガレット・ロスバリー（St Margaret Lothbury）(英語版)で生まれた。イギリスの劇作家トーマス・キリグリュー（Thomas Killigrew、1612年 - 1683年） (英語版)は兄である。
1639年、エリザベスはアイルランドの大地主、初代コーク伯爵リチャード・ボイル（彼自身エリザベスの継父の友人だった）の息子フランシス・ボイルと結婚した。その後イングランド王チャールズ1世の王妃ヘンリエッタ・マリアに女官（maid of honour）として仕え、そこで王妃の息子チャールズ皇太子（後のチャールズ2世）の数多くいたミストレス（妾）の一人となった。
エリザベスは、チャールズ皇太子との間の娘シャーロット（Charlotte FitzRoy, Countess of Yarmouth、1650年 - 1684年）を産んだ。1660年、イングランド王政復古によりチャールズ2世が即位すると、エリザベスの夫フランシス・ボイルは叙爵されシャノン子爵としてアイルランド貴族となった。
シャーロットは劇作家のジェームズ・ハワード（James Howard、1640年 - 1669年）(英語版)と結婚し、ジェームズの死後1672年にウィリアム・パストン（William Paston, 2nd Earl of Yarmouth、1654年 - 1732年）(英語版)と再婚した。
エリザベスはまたフランシスとの間にもリチャード、チャールズ、エリザベスの3人の子供をもうけた。長男リチャードの長男リチャード・ボイルは1699年のフランシスの死後、シャノン子爵位を承継し第2代子爵となった。
イングランドの詩人アン・キリグリュー（Anne Killigrew、1660年 - 1685年）(英語版)はエリザベスの姪である。